# Dünnstängeliges Sandkraut
Das Dünnstängelige Sandkraut (Arenaria leptoclados), auch Südliches Sandkraut oder Zartes Sandkraut genannt, ist eine Pflanzenart aus der Gattung Sandkräuter (Arenaria) innerhalb der Familie der Nelkengewächse (Caryophyllaceae).

## Beschreibung

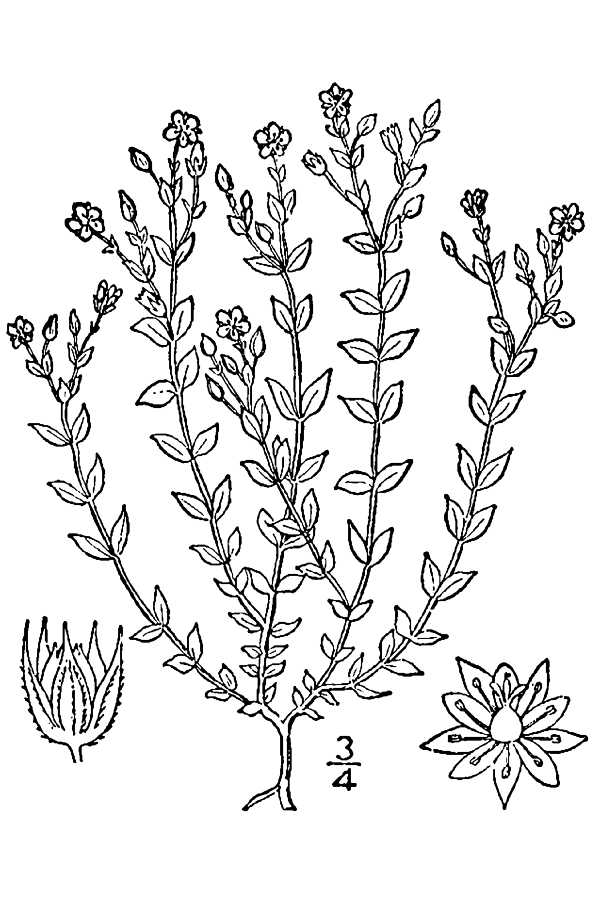
Illustration

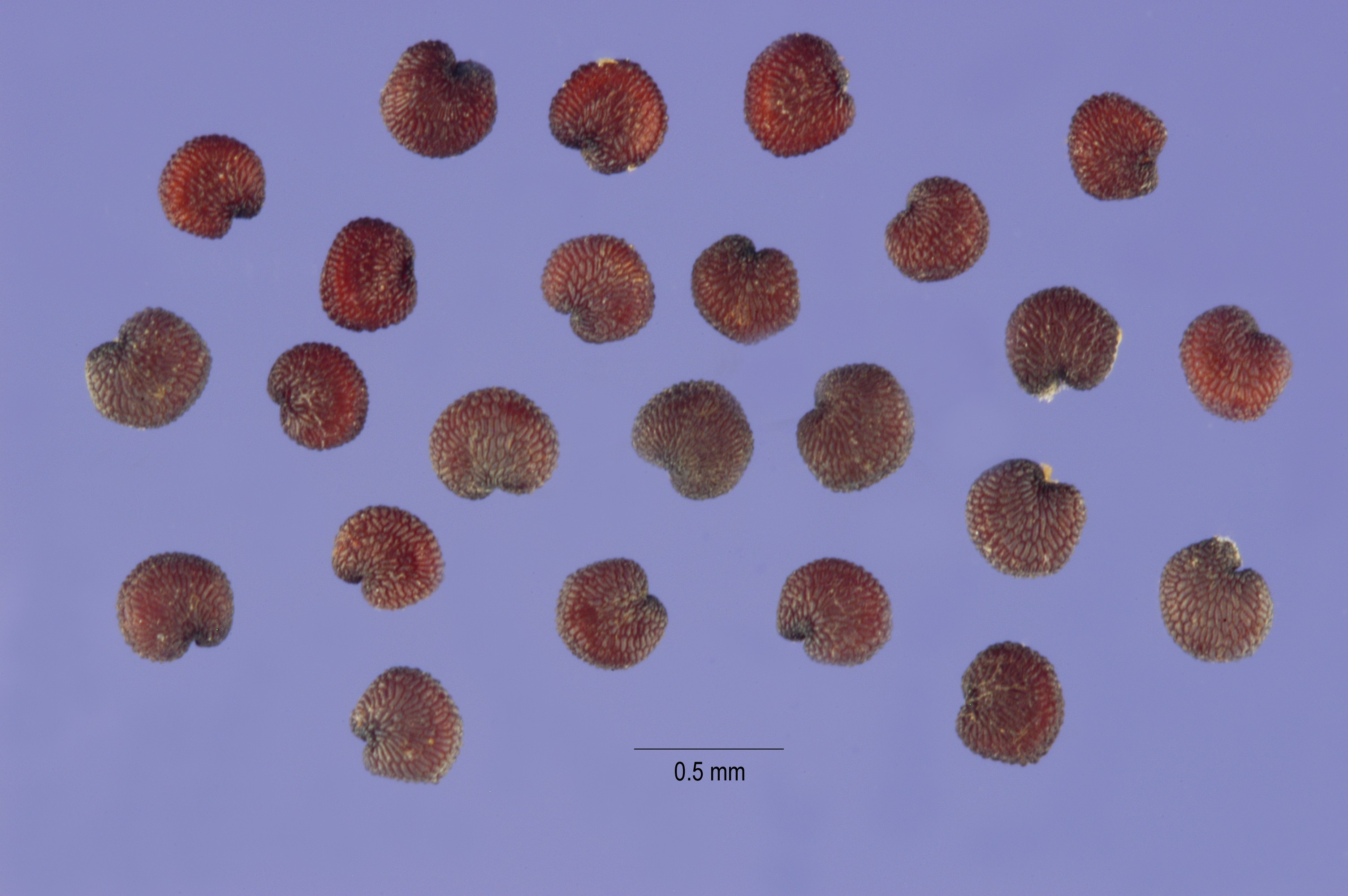
Samen

Das Dünnstängelige Sandkraut ist eine einjährige krautige Pflanze, die Wuchshöhen von 5 bis 15 Zentimetern erreicht. Der gelb-grüne, dünne Stängel ist stark verzweigt. Die gegenständigen Laubblätter sind eiförmig.
Die Blütezeit reicht von Mai bis September. Der Blütenstand geht in eine monochasiale Verzweigung über. Die zwittrigen Blüten sind bei einem Durchmesser von 3 bis 5 Millimetern radiärsymmetrisch und fünfzählig mit doppelter Blütenhülle. Die fünf Kelchblätter sind eilanzettlich, 2 bis 3 Millimeter lang, der Hautrand der inneren Kelchblätter ist so breit wie ihr Mittelabschnitt. Die fünf freien, kleineren Kronblätter sind weiß.
Die Fruchtstiele sind an der Spitze meist übergebogen. Die reife, weichliche Kapselfrucht mit beständigem Kelch ist meist 1,5, selten bis zu 1,8 Millimeter breit, zylindrisch, am Grunde nur leicht bauchig, und so lang wie die Kelchblätter. Die nierenförmigen und texturierten, rot-braunen Samen sind 0,4 bis 0,5 Millimeter lang.
Die Chromosomenzahl der Art ist 2n = 20.

## Ökologie
Beim Dünnstängeligen Sandkraut handelt es sich um einen Therophyten.
Die Diasporen sind die Samen.

## Vorkommen
Das Dünnstängelige Sandkraut ist ein submediterranes Florenelement mit einem Verbreitungsschwerpunkt in Südwesteuropa und weiter nordwärts bis Südschweden, Ungarn und bis zur Krim. In Nordamerika und in Australien ist es ein Neophyt.
Das Dünnstängelige Sandkraut besiedelt lückige Xerothermrasen, mäßig trockene Ruderalstellen, Äcker, Wege und Mauern in wärmeren Klimalagen. Es ist in Mitteleuropa eine Charakterart der Ordnung Sedo-Scleranthetalia, kommt aber auch in lückigen Gesellschaften der Klasse Festuco-Brometea vor. Die ökologischen Zeigerwerte nach Landolt et al. 2010 sind in der Schweiz: Feuchtezahl F = 1 (sehr trocken), Lichtzahl L = 4 (hell), Reaktionszahl R = 4 (neutral bis basisch), Temperaturzahl T = 5 (sehr warm-kollin), Nährstoffzahl N = 4 (nährstoffreich), Kontinentalitätszahl K = 4 (subkontinental).

## Taxonomie
Das Dünnstängelige Sandkraut wurde 1841 von Heinrich Gottlieb Ludwig Reichenbach in Icones florae Germanicae et Helveticae ... Band 5/6, Seite 32 als Arenaria serpyllifolia var. leptoclados Rchb. erstbeschrieben. Diese Varietät wurde 1845 von Giovanni Gussone in Florae Siculae Synopsis Band 2, Seite 824 zur Art erhoben. Synonyme für Arenaria leptoclados (Rchb.) Guss. sind  Arenaria brevifolia Gilib., Arenaria gorgonea J.A. Schmidt, Arenaria minutiflora Loscos, Arenaria tenuior (Mertens & W.D.J. Koch) Gürke, Arenaria serpyllifolia var. tenuior Mertens & W.D.J. Koch, Arenaria uralensis Pall., Arenaria zozii Kleopow und Arenaria serpyllifolia subsp. tenuior (W.D.J.Koch) Arcang.